# Ácido hiposudórico
Ácido hiposudórico é um pigmento que se encontra nas secreções da pele dos hipopótamos; apesar de vulgarmente designado como "suor de sangue" (daí o nome "hiposudórico", referindo-se a "suor de hipopótamo"), este pigmento não é nem sangue nem suor.

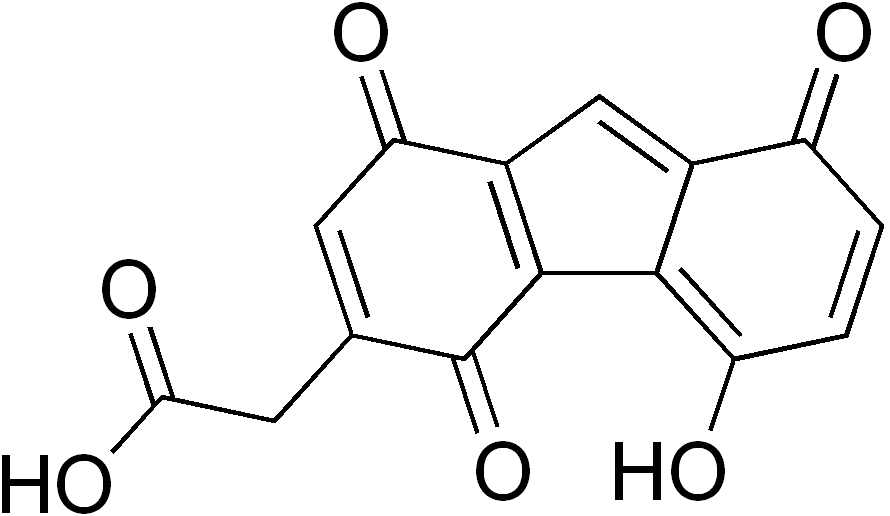
Ácido norhiposudórico.

Tal como o ácido norhiposudórico, a ele estruturalmente análogo, o ácido hiposudórico funciona tanto como filtro solar natural como agente antimicrobiano. É derivado da dimerização oxidativa do Ácido homogentísico.